# Stamboom Margaretha van Sleeswijk-Holstein-Sonderburg
Dit is de stamboom van hertogin Margaretha van Sleeswijk-Holstein-Sonderburg (1583–1658).
| Stamboom Margaretha van Sleeswijk-Holstein-Sonderburg (1583–1658) | Stamboom Margaretha van Sleeswijk-Holstein-Sonderburg (1583–1658)                                                       | Stamboom Margaretha van Sleeswijk-Holstein-Sonderburg (1583–1658)                                                       | Stamboom Margaretha van Sleeswijk-Holstein-Sonderburg (1583–1658)                                                       | Stamboom Margaretha van Sleeswijk-Holstein-Sonderburg (1583–1658) | Stamboom Margaretha van Sleeswijk-Holstein-Sonderburg (1583–1658)                                                       | Stamboom Margaretha van Sleeswijk-Holstein-Sonderburg (1583–1658) | Stamboom Margaretha van Sleeswijk-Holstein-Sonderburg (1583–1658) | Stamboom Margaretha van Sleeswijk-Holstein-Sonderburg (1583–1658) | Stamboom Margaretha van Sleeswijk-Holstein-Sonderburg (1583–1658) | Stamboom Margaretha van Sleeswijk-Holstein-Sonderburg (1583–1658) | Stamboom Margaretha van Sleeswijk-Holstein-Sonderburg (1583–1658)                                                       | Stamboom Margaretha van Sleeswijk-Holstein-Sonderburg (1583–1658)                                                       | Stamboom Margaretha van Sleeswijk-Holstein-Sonderburg (1583–1658)                                                       | Stamboom Margaretha van Sleeswijk-Holstein-Sonderburg (1583–1658)                                                       | Stamboom Margaretha van Sleeswijk-Holstein-Sonderburg (1583–1658)                                                       | Stamboom Margaretha van Sleeswijk-Holstein-Sonderburg (1583–1658)                                                       |
| ----------------------------------------------------------------- | --- | --- | --- | --- | --- | --- | --- | --- | --- | --- | --- | --- | --- | --- | --- | --- |
| Betovergrootouders                                                | Christiaan I van Denemarken (1426–1481) ⚭ 1449 Dorothea van Brandenburg (1430–1495)                                     | Christiaan I van Denemarken (1426–1481) ⚭ 1449 Dorothea van Brandenburg (1430–1495)                                     | Johan Cicero van Brandenburg (1455–1499) ⚭ 1476 Margaretha van Saksen (1449–1501)                                       | Johan Cicero van Brandenburg (1455–1499) ⚭ 1476 Margaretha van Saksen (1449–1501) | Johan V van Saksen-Lauenburg (1439–1507) ⚭ 1464 Dorothea van Brandenburg (1446–1519)                                    | Johan V van Saksen-Lauenburg (1439–1507) ⚭ 1464 Dorothea van Brandenburg (1446–1519) | Hendrik I van Brunswijk-Wolfenbüttel (1463–1514) ⚭ 1486 Catharina van Pommeren (1465–1526) | Hendrik I van Brunswijk-Wolfenbüttel (1463–1514) ⚭ 1486 Catharina van Pommeren (1465–1526) | Albrecht II van Brunswijk-Grubenhagen (1419–1485) ⚭ 1471 Elisabeth van Waldeck (?–1513) | Albrecht II van Brunswijk-Grubenhagen (1419–1485) ⚭ 1471 Elisabeth van Waldeck (?–1513) | Ernst II van Mansfeld (1479–1531) ⚭ 1500 Barbara van Querfurt (?–1511)                                                  | Ernst II van Mansfeld (1479–1531) ⚭ 1500 Barbara van Querfurt (?–1511)                                                  | Bogislaw X ‘de Grote’ van Pommeren (1454–1523) ⚭ 1491 Anna van Polen (1476–1503)                                        | Bogislaw X ‘de Grote’ van Pommeren (1454–1523) ⚭ 1491 Anna van Polen (1476–1503)                                        | Filips ‘de Oprechte’ van de Palts (1448–1508) ⚭ 1474 Margaretha van Beieren (1456–1501)                                 | Filips ‘de Oprechte’ van de Palts (1448–1508) ⚭ 1474 Margaretha van Beieren (1456–1501)                                 |
| Overgrootouders                                                   | Frederik I van Denemarken (1471–1533) ⚭ 1502 Anna van Brandenburg (1487–1514)                                           | Frederik I van Denemarken (1471–1533) ⚭ 1502 Anna van Brandenburg (1487–1514)                                           | Frederik I van Denemarken (1471–1533) ⚭ 1502 Anna van Brandenburg (1487–1514)                                           | Frederik I van Denemarken (1471–1533) ⚭ 1502 Anna van Brandenburg (1487–1514) | Magnus I van Saksen-Lauenburg (?–1543) ⚭ 1509 Catharina van Brunswijk-Wolfenbüttel (?–1563)                             | Magnus I van Saksen-Lauenburg (?–1543) ⚭ 1509 Catharina van Brunswijk-Wolfenbüttel (?–1563)                                                                                                 | Magnus I van Saksen-Lauenburg (?–1543) ⚭ 1509 Catharina van Brunswijk-Wolfenbüttel (?–1563) | Magnus I van Saksen-Lauenburg (?–1543) ⚭ 1509 Catharina van Brunswijk-Wolfenbüttel (?–1563) | Filips I van Brunswijk-Grubenhagen (ca. 1476–1551) ⚭ 1517 Catharina van Mansfeld (1501–1535) | Filips I van Brunswijk-Grubenhagen (ca. 1476–1551) ⚭ 1517 Catharina van Mansfeld (1501–1535) | Filips I van Brunswijk-Grubenhagen (ca. 1476–1551) ⚭ 1517 Catharina van Mansfeld (1501–1535)                            | Filips I van Brunswijk-Grubenhagen (ca. 1476–1551) ⚭ 1517 Catharina van Mansfeld (1501–1535)                            | George I van Pommeren (1493–1531) ⚭ 1513 Amalia van de Palts (1490–1524)                                                | George I van Pommeren (1493–1531) ⚭ 1513 Amalia van de Palts (1490–1524)                                                | George I van Pommeren (1493–1531) ⚭ 1513 Amalia van de Palts (1490–1524)                                                | George I van Pommeren (1493–1531) ⚭ 1513 Amalia van de Palts (1490–1524)                                                |
| Grootouders                                                       | Christiaan III van Denemarken (1503–1559) ⚭ 1525 Dorothea van Saksen-Lauenburg (1511–1571)                              | Christiaan III van Denemarken (1503–1559) ⚭ 1525 Dorothea van Saksen-Lauenburg (1511–1571)                              | Christiaan III van Denemarken (1503–1559) ⚭ 1525 Dorothea van Saksen-Lauenburg (1511–1571)                              | Christiaan III van Denemarken (1503–1559) ⚭ 1525 Dorothea van Saksen-Lauenburg (1511–1571) | Christiaan III van Denemarken (1503–1559) ⚭ 1525 Dorothea van Saksen-Lauenburg (1511–1571)                              | Christiaan III van Denemarken (1503–1559) ⚭ 1525 Dorothea van Saksen-Lauenburg (1511–1571)                                                                                                  | Christiaan III van Denemarken (1503–1559) ⚭ 1525 Dorothea van Saksen-Lauenburg (1511–1571) | Christiaan III van Denemarken (1503–1559) ⚭ 1525 Dorothea van Saksen-Lauenburg (1511–1571) | Ernst V van Brunswijk-Grubenhagen (1518–1567) ⚭ 1547 Margaretha van Pommeren (1518–1569) | Ernst V van Brunswijk-Grubenhagen (1518–1567) ⚭ 1547 Margaretha van Pommeren (1518–1569) | Ernst V van Brunswijk-Grubenhagen (1518–1567) ⚭ 1547 Margaretha van Pommeren (1518–1569)                                | Ernst V van Brunswijk-Grubenhagen (1518–1567) ⚭ 1547 Margaretha van Pommeren (1518–1569)                                | Ernst V van Brunswijk-Grubenhagen (1518–1567) ⚭ 1547 Margaretha van Pommeren (1518–1569)                                | Ernst V van Brunswijk-Grubenhagen (1518–1567) ⚭ 1547 Margaretha van Pommeren (1518–1569)                                | Ernst V van Brunswijk-Grubenhagen (1518–1567) ⚭ 1547 Margaretha van Pommeren (1518–1569)                                | Ernst V van Brunswijk-Grubenhagen (1518–1567) ⚭ 1547 Margaretha van Pommeren (1518–1569)                                |
| Ouders                                                            | Johan ‘de Jongere’ van Sleeswijk-Holstein-Sonderburg (1545–1622) ⚭ 1568 Elisabeth van Brunswijk-Grubenhagen (1550–1586) | Johan ‘de Jongere’ van Sleeswijk-Holstein-Sonderburg (1545–1622) ⚭ 1568 Elisabeth van Brunswijk-Grubenhagen (1550–1586) | Johan ‘de Jongere’ van Sleeswijk-Holstein-Sonderburg (1545–1622) ⚭ 1568 Elisabeth van Brunswijk-Grubenhagen (1550–1586) | Johan ‘de Jongere’ van Sleeswijk-Holstein-Sonderburg (1545–1622) ⚭ 1568 Elisabeth van Brunswijk-Grubenhagen (1550–1586) | Johan ‘de Jongere’ van Sleeswijk-Holstein-Sonderburg (1545–1622) ⚭ 1568 Elisabeth van Brunswijk-Grubenhagen (1550–1586) | Johan ‘de Jongere’ van Sleeswijk-Holstein-Sonderburg (1545–1622) ⚭ 1568 Elisabeth van Brunswijk-Grubenhagen (1550–1586)                                                                     | Johan ‘de Jongere’ van Sleeswijk-Holstein-Sonderburg (1545–1622) ⚭ 1568 Elisabeth van Brunswijk-Grubenhagen (1550–1586) | Johan ‘de Jongere’ van Sleeswijk-Holstein-Sonderburg (1545–1622) ⚭ 1568 Elisabeth van Brunswijk-Grubenhagen (1550–1586) | Johan ‘de Jongere’ van Sleeswijk-Holstein-Sonderburg (1545–1622) ⚭ 1568 Elisabeth van Brunswijk-Grubenhagen (1550–1586) | Johan ‘de Jongere’ van Sleeswijk-Holstein-Sonderburg (1545–1622) ⚭ 1568 Elisabeth van Brunswijk-Grubenhagen (1550–1586) | Johan ‘de Jongere’ van Sleeswijk-Holstein-Sonderburg (1545–1622) ⚭ 1568 Elisabeth van Brunswijk-Grubenhagen (1550–1586) | Johan ‘de Jongere’ van Sleeswijk-Holstein-Sonderburg (1545–1622) ⚭ 1568 Elisabeth van Brunswijk-Grubenhagen (1550–1586) | Johan ‘de Jongere’ van Sleeswijk-Holstein-Sonderburg (1545–1622) ⚭ 1568 Elisabeth van Brunswijk-Grubenhagen (1550–1586) | Johan ‘de Jongere’ van Sleeswijk-Holstein-Sonderburg (1545–1622) ⚭ 1568 Elisabeth van Brunswijk-Grubenhagen (1550–1586) | Johan ‘de Jongere’ van Sleeswijk-Holstein-Sonderburg (1545–1622) ⚭ 1568 Elisabeth van Brunswijk-Grubenhagen (1550–1586) | Johan ‘de Jongere’ van Sleeswijk-Holstein-Sonderburg (1545–1622) ⚭ 1568 Elisabeth van Brunswijk-Grubenhagen (1550–1586) |
| Margaretha van Sleeswijk-Holstein-Sonderburg (1583–1658)          | | | | | | | | | | | | | | | | |
| Echtgenoot                                                        | ⚭ 1603 Johan VII ‘de Middelste’ van Nassau-Siegen (1561–1623)                                                           | ⚭ 1603 Johan VII ‘de Middelste’ van Nassau-Siegen (1561–1623)                                                           | ⚭ 1603 Johan VII ‘de Middelste’ van Nassau-Siegen (1561–1623)                                                           | ⚭ 1603 Johan VII ‘de Middelste’ van Nassau-Siegen (1561–1623) | ⚭ 1603 Johan VII ‘de Middelste’ van Nassau-Siegen (1561–1623)                                                           | ⚭ 1603 Johan VII ‘de Middelste’ van Nassau-Siegen (1561–1623) | ⚭ 1603 Johan VII ‘de Middelste’ van Nassau-Siegen (1561–1623) | ⚭ 1603 Johan VII ‘de Middelste’ van Nassau-Siegen (1561–1623) | ⚭ 1603 Johan VII ‘de Middelste’ van Nassau-Siegen (1561–1623) | ⚭ 1603 Johan VII ‘de Middelste’ van Nassau-Siegen (1561–1623) | ⚭ 1603 Johan VII ‘de Middelste’ van Nassau-Siegen (1561–1623)                                                           | ⚭ 1603 Johan VII ‘de Middelste’ van Nassau-Siegen (1561–1623)                                                           | ⚭ 1603 Johan VII ‘de Middelste’ van Nassau-Siegen (1561–1623)                                                           | ⚭ 1603 Johan VII ‘de Middelste’ van Nassau-Siegen (1561–1623)                                                           | ⚭ 1603 Johan VII ‘de Middelste’ van Nassau-Siegen (1561–1623)                                                           | ⚭ 1603 Johan VII ‘de Middelste’ van Nassau-Siegen (1561–1623)                                                           |
| Kinderen                                                          | Johan Maurits van Nassau-Siegen (1604–1679)                                                                             | George Frederik van Nassau-Siegen (1606–1674) ⚭ 1647 Mauritia Eleonora van Portugal (1609–1674)                         | Willem Otto van Nassau-Siegen (1607–1641)                                                                               | Louise Christina van Nassau-Siegen (1608–1685) ⚭ 1627 Philippe François de Joux dit de Watteville (ca. 1605–1636) | Sophia Margaretha van Nassau-Siegen (1610–1665) ⚭ 1656 George Ernst van Limburg-Stirum (1593–1661)                      | Hendrik van Nassau-Siegen (1611–1652) ⚭ 1646 Maria Magdalena van Limburg-Stirum (1632–1707)                                                                                                 | Maria Juliana van Nassau-Siegen (1612–1665) ⚭ 1637 Frans Hendrik van Saksen-Lauenburg (1604–1658) | Maria Juliana van Nassau-Siegen (1612–1665) ⚭ 1637 Frans Hendrik van Saksen-Lauenburg (1604–1658) | Amalia van Nassau-Siegen (1613–1669) ⚭ 1636 Herman Wrangel af Salmis (1587–1643) ⚭ 1649 Christiaan August van Palts-Sulzbach (1622–1708) | Amalia van Nassau-Siegen (1613–1669) ⚭ 1636 Herman Wrangel af Salmis (1587–1643) ⚭ 1649 Christiaan August van Palts-Sulzbach (1622–1708) | Bernhard van Nassau-Siegen (1614–1617)                                                                                  | Christiaan van Nassau-Siegen (1616–1644) ⚭ ca. 1641 Anna Barbara von Quadt-Landskron-Rheinbach (?–?)                    | Catharina van Nassau-Siegen (1617–1645)                                                                                 | Johan Ernst van Nassau-Siegen (1618–1639)                                                                               | Elisabeth Juliana van Nassau-Siegen (1620–1665) ⚭ 1647 Bernhard van Sayn-Wittgenstein-Berleburg-Neumagen (1620–1675)    | Elisabeth Juliana van Nassau-Siegen (1620–1665) ⚭ 1647 Bernhard van Sayn-Wittgenstein-Berleburg-Neumagen (1620–1675)    |
| Kleinkinderen                                                     | – | Margaretha Sophia van Nassau (?–1737) (buitenechtelijk)                                                                 | – | 1. Jean Charles de Joux dit de Watteville (1628–1699) 2. Thomas Eugène de Joux dit de Watteville (?–1650) 3. Jean de Joux dit de Watteville (?–?) 4. Anne Desirée de Joux dit de Watteville (?–?) 5. Marie de Joux dit de Watteville (?–1700) | – | 1. Ernestina van Nassau-Siegen (1647–1652) 2. Willem Maurits van Nassau-Siegen (1649–1691) 3. Sophia Amalia van Nassau-Siegen (1650–1688) 4. Frederik Hendrik van Nassau-Siegen (1651–1676) | 1. Catharina Maria Sophia van Saksen-Lauenburg (1640–1641) 2. Christina Juliana van Saksen-Lauenburg (1642–1644) 3. Erdmuthe Sophia van Saksen-Lauenburg (1644–1689) 4. Frans van Saksen-Lauenburg (1645–1645) 5. Eleonora Charlotte van Saksen-Lauenburg (1646–1709) 6. Erdmann van Saksen-Lauenburg (1649–1660) | 1. Catharina Maria Sophia van Saksen-Lauenburg (1640–1641) 2. Christina Juliana van Saksen-Lauenburg (1642–1644) 3. Erdmuthe Sophia van Saksen-Lauenburg (1644–1689) 4. Frans van Saksen-Lauenburg (1645–1645) 5. Eleonora Charlotte van Saksen-Lauenburg (1646–1709) 6. Erdmann van Saksen-Lauenburg (1649–1660) | 1. Hendrik Willem Wrangel af Salmis (ca. 1638–1643) 2. Maria Christina Wrangel af Salmis (1638–1691) 3. Johan Frederik Wrangel af Salmis (1640–1662) 4. Wolmar Herman Wrangel af Salmis (1641–1675) 5. Margaretha Barbara Wrangel af Salmis (1642–na 1707) 6. Hendrik Willem Wrangel af Salmis (1643–1673) 7. Elisabeth Dorothea Wrangel af Salmis (1644–?) 8. Maria Hedwig Augusta van Palts-Sulzbach (1650–1681) 9. Amalia Sophia van Palts-Sulzbach (1651–1721) 10. Johan August van Palts-Sulzbach (1654–1658) 11. Christiaan Alexander Ferdinand van Palts-Sulzbach (1656–1657) 12. Theodoor Eustachius van Palts-Sulzbach (1659–1733) | 1. Hendrik Willem Wrangel af Salmis (ca. 1638–1643) 2. Maria Christina Wrangel af Salmis (1638–1691) 3. Johan Frederik Wrangel af Salmis (1640–1662) 4. Wolmar Herman Wrangel af Salmis (1641–1675) 5. Margaretha Barbara Wrangel af Salmis (1642–na 1707) 6. Hendrik Willem Wrangel af Salmis (1643–1673) 7. Elisabeth Dorothea Wrangel af Salmis (1644–?) 8. Maria Hedwig Augusta van Palts-Sulzbach (1650–1681) 9. Amalia Sophia van Palts-Sulzbach (1651–1721) 10. Johan August van Palts-Sulzbach (1654–1658) 11. Christiaan Alexander Ferdinand van Palts-Sulzbach (1656–1657) 12. Theodoor Eustachius van Palts-Sulzbach (1659–1733) | – | – | – | – | – | – |